# Peter Nyström (fotbollsspelare)
Peter Christian Nyström, född 27 augusti 1984 i Tynnereds församling i Göteborg, är en svensk före detta fotbollsspelare som har spelat för bland annat BK Häcken och Varbergs BoIS.

## Karriär
Nyström började spela fotboll i Kungsladugårds BK och gick senare till Västra Frölunda IF, där han var fram till 2005. Efter en period i Sogndal i Norge värvades han av Superettan-laget BK Häcken inför säsongen 2008, vilken slutade i avancemang till Allsvenskan. Nyström gjorde allsvensk debut 2009 och gjorde sitt första allsvenska mål 22 april 2009. Efter att ha fått begränsad speltid i Häcken värvades Nyström efter säsongen 2011 av Halmstads BK.
I december 2016 förlängde Nyström sitt kontrakt i Varbergs BoIS med ett år.